# Osborne Clarke
Osborne Clarke es una firma de abogados internacional con sede en Londres, Inglaterra, con oficinas en el Reino Unido, Alemania, Italia, Bélgica, España, Suecia, Francia, los Países Bajos, China, India a través de BTG Legal, Singapur, los Estados Unidos Unidos y Polonia. La firma tiene más de 320 socios y más de 2440 empleados repartidos en sus 25 oficinas en todo el mundo. La sede de la firma se encuentra en Londres, Reino Unido.
La empresa desempeñó un papel importante en el desarrollo de los ferrocarriles en el sur de Inglaterra a través de su relación histórica con Isambard Kingdom Brunel y el Great Western Railway.

## Historia
Osborne Clarke fue fundada en 1748 en Bristol, Inglaterra, por Jeremiah Osborne. En 1987, Osborne Clarke abrió su primera oficina en Londres. Durante la siguiente década, la firma abrió oficinas en Reading, Colonia, Múnich y Silicon Valley.
La firma de abogados desempeñó un papel importante en el desarrollo de los ferrocarriles en el Reino Unido, cuando fue designada para representar al Great Western Railway, trabajando en estrecha colaboración con Isambard Kingdom Brunel en el establecimiento de la ruta de la Línea Principal entre la Estación de Paddington en Londres y la Estación de Bristol Temple Meads. La naturaleza de la relación entre Osborne Clarke y Brunel se entiende mejor cuando en una ocasión notable se dice que Jeremiah Osborne Tercero (nieto del fundador) remó personalmente para Brunel por el río Avon con el fin de inspeccionar las orillas en busca del punto de cruce más adecuado para el Great Western Ferrocarril.
La historia reciente de la asociación se ha caracterizado por dos líneas de desarrollo. En primer lugar, se ha emprendido una importante expansión internacional, particularmente en los Estados Unidos y Alemania, donde han llegado a ser el 41.º bufete de abogados más grande. El 9 de julio de 2012, la firma anunció que dos bufetes europeos, SLA Studio Legale Associato en Italia y la firma española Osborne Clarke España, habían pasado a formar parte de Osborne Clarke.
En segundo lugar, la compañía ha experimentado una expansión considerable en los sectores de medios y tecnología, en los que se considera una empresa de primer nivel. Clientes notables en este sector incluyen Yahoo!, Facebook, Dell, PwC, Google, Pokémon Company y TripAdvisor.
La firma constantemente ocupa un lugar destacado en varios directorios y clasificaciones legales. En 2015, Osborne Clarke fue nombrada firma del año por la revista The Lawyer.
La firma también es conocida por su fuerte cultura corporativa. En 2019 fue galardonada con el Premio a la Mejor Cultura Corporativa en los premios Managing Partners Forum (MAP).

### Fechas clave
- 1748: Jeremiah Osborne comienza a ejercer la abogacía en Bristol.
- 1833: la empresa trabaja en estrecha colaboración con Isambard Kingdom Brunel en la construcción del Great Western Railway. La firma sigue siendo el abogado de la compañía durante muchos años.
- 1969: Se crea la firma moderna mediante la fusión de los bufetes de abogados Osborne y Clarke.
- 1987: la firma abre su oficina de Londres, la primera firma de abogados regional en hacerlo.[17]
- 1998: Se abre la oficina de Thames Valley en Reading.
- 2000: Se abre la oficina de Silicon Valley en Palo Alto, California.[18]
- 2001 – Se abre la oficina en Colonia, Alemania.[19]
- 2012: Fusiones con firmas italianas y españolas, pasando a disponer de oficinas en Milán, Roma, Padua, Brescia, Madrid y Barcelona.
- 2013: Se abre una oficina en la Región de Bruselas-Capital,[20] París[21] y New York.[22]
- 2014: Se abren sucursales en San Francisco (California),[23] Ámsterdam,[24] Hong Kong[25] y Bombay.[26]
- 2016 – Se abre oficina en Singapur.[27]
- 2017 – Se abre en China continental,[28] Suecia[29] y Bangalore.[30]
- 2019 – La firma de relaciones BTG Legal abre oficina en Delhi.[31]

## Estructura
Después de expandirse significativamente durante la época de la burbuja puntocom de finales de los noventa y principios de los 2000, la firma ha pasado por una reestructuración integral. Conserva una amplia gama de departamentos, aunque Osborne Clarke se considera una firma de primer nivel tanto en los sectores de medios y entretenimiento como de gestión de marca.

## Gestión
El presidente del Consejo de Administración Internacional Stefan Rizor ha sido reelegido para un segundo mandato. Omar Al-Nuaimi es el director ejecutivo internacional.

## Sectores clave de la industria
La firma ha basado su reputación por trabajar en varios sectores, y hace referencia a la siguiente lista en su sitio web corporativo:
- Energía y servicios públicos
- Servicios financieros
- Ciencias de la vida y asistencia sanitaria
- Sector inmobiliario e infraestructura urbana
- Selección de personal
- Minorista y consumidores
- Tecnología y medios de comunicación
- Transporte e industria automotriz

## Casos notables
- Osborne Clarke actuó en nombre de Carphone Warehouse en la escisión de dos mil millones de libras de su negocio de línea fija TalkTalk.[33][34]
- Asesoró a London & Continental Railways y Eurostar (U.K.) Ltd. en el desarrollo de la Estación de Saint Pancras de Londres como terminal ferroviaria internacional.[35]
- Asesoró a Babcock Marine en contratos de defensa por mil millones de libras, incluida la extensión de 560 millones de la Iniciativa de modernización de apoyo a buques de guerra.[36][37]
- Asesoró a Grand Central en su venta a Arriva.[38]
- Asesoró a CBRE Global Investors en la venta con arrendamiento posterior de 161,5 millones de libras esterlinas de Park Plaza London Waterloo[39]
- Actuó para el equipo directivo de Odeon & UCI Cinema Group en diciembre de 2016 en la venta por 921 millones de libras de Odeon & UCI por parte de la firma de capital privado Terra Firma.[40]
- Asesoró a Grifols en una refinanciación de 6.300 millones de dólares, la segunda mayor refinanciación de una empresa española en la historia.[41]